# Lidia Berroeta
Lidia Berroeta de Novoa (Illapel, 1880 - Santiago de Chile, 1959) fue una escultora chilena, que se especializó en retratos. Perteneció a la "Generación del 13".
Berroeta estudió en la Escuela de Bellas Artes con Virginio Arias. Sus obras fueron varias veces expuestas desde la década de 1910, en el Salón Oficial de Santiago de Chile, donde recibió varios premios por la plástica. También fue galardonada en la Exposición Internacional de Quito en Ecuador y en la Exposición Internacional de Buenos Aires, en Argentina. Desarrolló toda una escultórica de retratos.